# L’Aurore (1897)

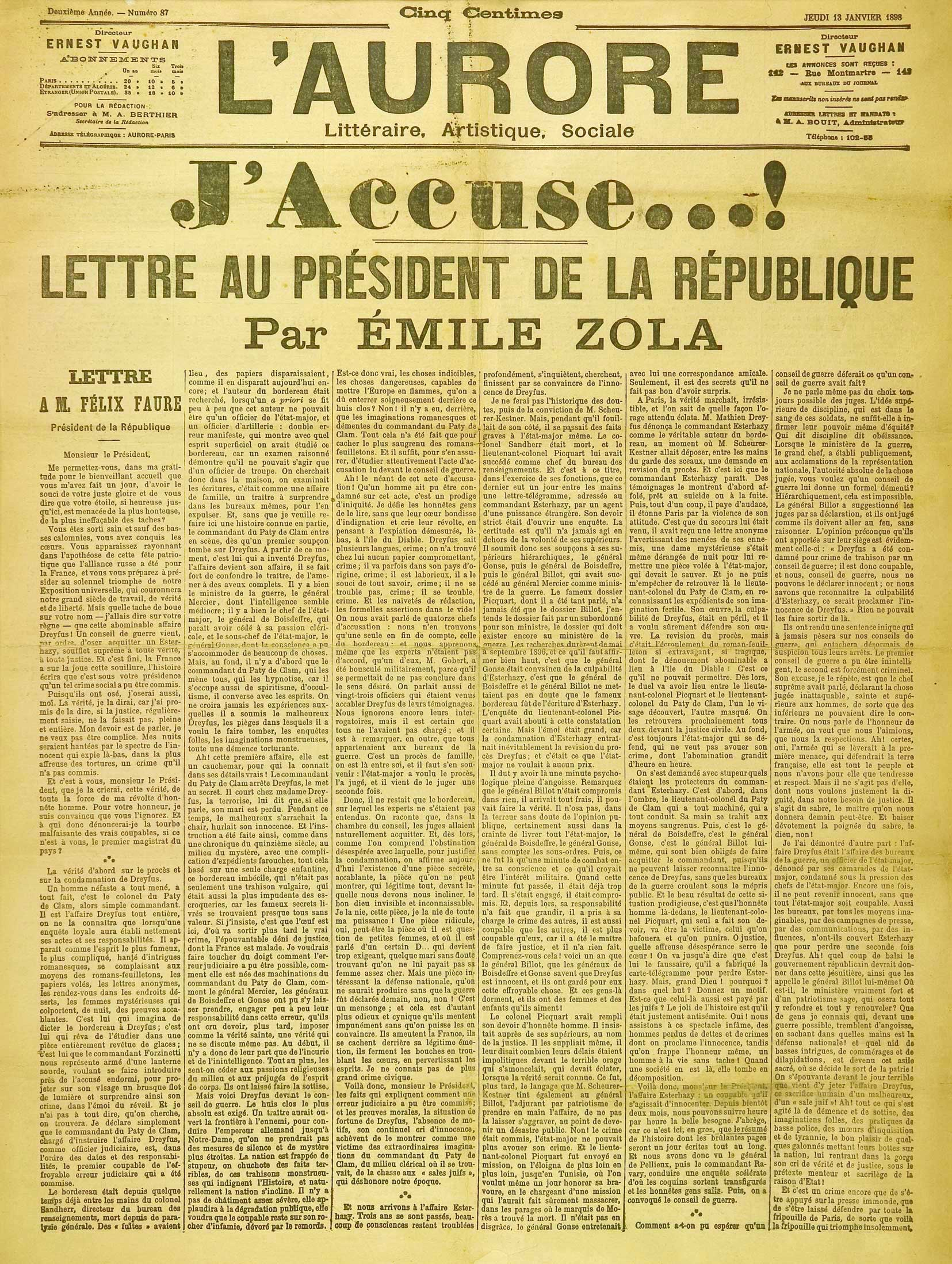
Die Titelseite der L’Aurore am 13. Januar 1898 mit dem Artikel J’Accuse…!, Émile Zolas offener Brief an den französischen Präsidenten Félix Faure über die Dreyfus-Affäre.

L’Aurore (französisch für „Die Morgenröte“) war eine französische Tageszeitung. Die politische Ausrichtung des Blatts war links-liberal bis sozialistisch. Sie wurde in Paris von 1897 bis 1916 verlegt. Als ihre bekannteste Schlagzeile gilt J’Accuse…! von Émile Zola über die Dreyfus-Affäre.
Der Verleger der Zeitung war Georges Clemenceau, der später französischer Premierminister wurde. Georges Mandel arbeitete als junger Mann für die Zeitung und wurde später von Clemenceau als Innenminister in sein Kabinett berufen.
Die Zeitung ist nicht zu verwechseln mit der gleichnamigen L’Aurore, erschienen von 1944 bis 1985.